# W56T
W56Tは、東芝および東芝モバイルコミュニケーション社（現・FCNT）によって開発された、auブランドを展開するKDDIおよび沖縄セルラー電話のCDMA 1X WIN対応携帯電話である。

## 概要
W47Tの後継。324万画素AFカメラ・Bluetooth・約800MB内蔵メモリ・ワンセグ・地上デジタル音声放送実用化試験の受信機能等、東芝の以前の機種より劣る部分もあるもののハイエンドな機能を継承しながら、新プラットフォーム「KCP+」や2.8インチワイド有機ELディスプレイ、画面が360度回転する「リバーシブルスタイル」を採用した折りたたみ携帯である。
KDDIはオーディオ連携機能の備わる本機種を発売すると同時に、音楽分野の技術に長けたソニーと連携し、着うたフルの楽曲をウォークマンやNETJUKE（ソニーのミニコンポ）に転送して鑑賞できるLISMO Portのサービスを展開した。これは当時の音楽配信市場で大きなシェアを持っていた「着うたフル」の利便性を売りに、高音質オーディオ機器と連携することで音楽のヘビーユーザーを取り込む狙いがあった。日経プラスワンの音楽携帯特集では本機種について評価対象の32機種のうち第5位と評価し、BluetoothやLISMO、イヤホンマイクを繋ぎやすい端子カバー、ソニー製イヤホンの標準装備に言及している。
2007年10月の発表当初には年内の発売を目指していたが、同年12月の時点でKCP+開発の遅れに影響され、出荷見込みが2008年1月下旬予定と1か月ずれ込んだ。2008年1月には全国販売の開始日を同年2月1日と発表したものの、在庫流通の事情を理由として沖縄県を除く地域でさらに延期となった。また、発売直後からKCP+の度重なる不具合が発生し、同時期のKCP+搭載機種、ソニー・エリクソン「W54S」・三洋（大阪）「W54SA」とともに早期販売終了となり、他の非KCP+（KCP）機種よりも早くホームページの現行製品情報や総合カタログから外されることとなった。
ワンセグ起動時には同社のソフトバンクモバイル向けのSoftBank 920T同様、REGZAと記される。
日本語入力システムは、長らく採用されていた東芝の「Mobile Rupo」から東芝製端末としては初めて「ATOK for au ＋ APOT」が採用された。
SAR値が0.114W/kgと既存のauのハイエンド系携帯電話としては非常に低く、2013年5月現在の時点においても、のちの富士通モバイルコミュニケーションズ社（現：FCNT）製東芝ブランド名義を含む歴代の東芝製のau携帯電話としては最も低いものとなっている。

## 沿革
- 2007年10月16日 - KDDI、および東芝より発表[9][10][11]。
- 2008年2月1日 - 沖縄地区で発売[8]。
- 2008年2月3日 - 関東地区で発売[8]。
- 2008年2月6日 - 北海道・関西地区で発売[8]。
- 2008年2月7日 - 北陸地区で発売[8]。
- 2008年2月8日 - 東北・中国・四国・九州地区で発売[8]。
- 2008年2月9日 - 中部地区で発売[8]。
- 2008年2月13日 - 最初のケータイアップデートを開始[12][13]。
- 2008年2月27日 - 2回目のケータイアップデートを開始[12][14]。
- 2008年3月11日 - 3回目のケータイアップデートを開始[12][15]。
- 2008年3月27日 - 4回目のケータイアップデートを開始[12][16]。
- 2008年3月下旬 - 販売終了。
- 2008年5月1日 - 5回目のケータイアップデートを開始[12][17]。
- 2008年7月18日 - 6回目のケータイアップデートを開始[12][18]。
- 2008年8月29日 - 7回目のケータイアップデートを開始[12][19]。
- 2008年10月24日 - 8回目のケータイアップデートを開始[12][20]。
- 2009年12月17日 - 9回目のケータイアップデートを開始[12][21]。
- 2011年6月16日 - 10回目のケータイアップデートを開始[12][22]。
- 2012年7月22日 - L800MHz（旧800Mhz帯・CDMA Bandclass 3／J-TACS）帯エリアによる音声・データ通信サービスの停波によりそれ以降はN800MHz（新800MHz帯・CDMA Bandclass 0 Subclass 2）帯エリア、および2GHz（CDMA Bandclass 6）帯エリアの各音声・データ通信サービスで利用する事となる。
- 2022年3月31日 - 同キャリアにおける3Gサービスの完全終了・停波により、当機種は全て使用不可となる[23][24]。

## 不具合・改善
- 2008年2月15日のケータイアップデートにより以下の不具合の修正が行われた[13]。
  - EZ FeliCaアプリケーションの起動方法やEZ FeliCaサービスの利用に制限がかかる場合がある。
  - Cメールを1,000件受信、または、1,000件送信すると電源のリセットを繰り返す。
  - 圏外エリアから圏内エリアに移動した場合、EZwebへの接続ができなくなる場合がある。
  - PCサイトビューアーにて、テキストボックスに入力した文字列が反映されない場合がある。
  - 文字入力時に単語登録や絵文字パレットを開くと電源のリセットが発生する場合がある。
- 2008年2月27日のケータイアップデートにより以下の不具合の修正が行われた[14]。
  - マナーモード設定中に着信音が鳴動する場合がある。
  - 240KBを超える着うたがグループ着信音・個別着信音に設定できない場合がある。
  - キー照明設定がONの状態でも、Eメール受信後にキー照明が点灯しない場合がある。
- 2008年3月11日のケータイアップデートにより以下の不具合の修正が行われた[15]。
  - EZweb中に電源のリセットやキー操作を受付けない状態になる場合がある。
  - EZwebでサイトからコンテンツのダウンロードができず、ダウンロードエラーが表示される場合がある。
  - 「true」または「false」をEメールアドレスの先頭に設定すると、Eメールの送信ができなくなる。
  - EZwebの「auお客様サポート」内の「通話料・通信料照会」「ご請求金額照会」のページが正しく表示されない場合がある。
  - グループ編集で設定した着信音やバイブレータが設定画面で正しく鳴動しない場合がある。
- 2008年3月27日のケータイアップデートにより以下の不具合の修正が行われた[16]。
  - 音声通話において相手側の音声が聞こえない場合がある。
  - カメラを起動中に電源がリセットする場合がある。
  - 特定の操作を行うと節電状態に移行しない場合がある。
  - 特定の電話番号が遠隔ロックの有効番号リストに登録できない場合がある。
- 2008年5月1日のケータイアップデートにより以下の不具合の修正が行われた[17]。
  - 「オーディオ機器連携」可能な着うたフルの連携機能が利用できない場合がある。
  - PCサイトビューアーやEZwebでサイトを閲覧時に電源のリセットやキー操作を受け付けない状態になる場合がある。
  - アドレス帳の操作中に電源がリセットする場合がある。
  - LISMO Playerで楽曲を再生中に画面にエラーメッセージが表示され、au携帯電話が起動できなくなる場合がある。
- 2008年7月18日のケータイアップデートにより以下の不具合の修正が行われた[18]。
  - EZweb利用中に電源のリセットやキー操作を受付けない状態になる場合がある。
  - EZwebの接続やEメールの通信に失敗する場合がある。
  - カメラを起動中に電源がリセットする場合がある。
- 2008年8月29日のケータイアップデートにより登録制サイトの登録・接続における不具合の修正が行われた[19]。
  - 過去に契約履歴のある携帯電話機を利用しており、かつEZアプリを一度も利用していない場合に事象が発生する。
- 2008年10月24日のケータイアップデートにより以下の不具合の修正が行われた[20]。
  - 2画面状態でケータイサイトのページ更新を行うと、電源のリセットやキー操作を受付けない状態になる場合がある。
  - 電話番号が通知されている場合でも、「非通知設定」と表示されることがある。この不具合はアップデート後も表示されることがあり直らない。
  - 会員登録済の特定サイトにおいて、初期値が入力項目に表示されない場合がある。
- 2009年12月17日のケータイアップデートにより以下の不具合の修正が行われた[21]。
  - ケータイサイトの会員登録や登録済サイトへの接続がごく稀に正しくできない場合がある
  - SSLサイトで大きなファイルアップロードを行うと時々接続が切断される場合がある
- 2011年6月16日のケータイアップデートにより通話品質の改善がなされた[22]。

## 対応サービス
- au LISTEN MOBILE SERVICE - LISMO ビデオクリップ・LISMO Video・オーディオ機器連携
- EZ「着うたフル」・EZ「着うた」
- au Media Tuner - EZテレビ(ワンセグ)・デジタルラジオ・EZチャンネルプラス
- テレビ電話
- EZナビウォーク - 声de入力・3Dナビ対応
- EZ助手席ナビ
- 安心ナビ
- 災害時ナビ
- au Smart Sports　Run＆Walk - アプリのダウンロードで対応していた
- 緊急通報位置通知
- EZ FeliCa(おサイフケータイ)
- EZチャンネルプラス
- EZケータイアレンジ - 標準プリセットデータ「トウシバ犬」
- PCサイトビューアー
- EZアプリ (BREW) - Full Game!対応
- オープンアプリプレイヤー
- デコレーションメール(3Dメール対応)
- 絵しゃべりメール
- ラッピングメール
- グローバルエキスパート
- ケータイ探せて安心サービス
- アドレス帳預けて安心サービス
- 安心ロックサービス
- Touch Message
- Bluetooth - A2DP、SCMS-T対応
- 赤外線通信 (IrSimple)
- USB充電対応
- USBクレードル通信対応
- USB 2.0ハイスピード通信対応

などに対応している。